# Shaohao
Shaohao (chinês tradicional: 少昊), também conhecido como Shao Hao, Jin Tian ou Xuanxiao, foi um imperador chinês da Idade do Bronze, entre  2600 a.C. e 2500 a.C. aproximadamente. Segundo algumas tradições, como por exemplo o Shujing, ele era um dos Cinco Imperadores.
Diz a lenda que sua mãe, uma deusa tecelã, foi uma bela fada chamada Huange, que se apaixonou pelo planeta Vênus, enquanto flutuava pela Via Láctea. Os dois passaram algum tempo juntos, experimentando noites de intimidade em sua balsa. Pouco tempo depois, ela deu à luz Shaohao, o qual cresceu, revelando beleza e potencial. Seu tio-avô, Huangdi, ficou tão impressionado com ele que acabou por nomeá-lo "Deus dos Céus Ocidentais".
Sua história continua, revelando que Shaohao criara um reino nas cinco montanhas do "Paraíso Oriental", habitado por pássaros de diferentes espécies. Como administrador dessa terra, adquiriu a forma de um abutre e os outros pássaros trabalhavam subordinados a ele, como a fênix, que era o seu chanceler, a águia, a qual delegava as leis, e o pombo, que se encarregava da educação. Shaohao delegou às quatro estações do ano que tomassem conta dos outros pássaros do reino.
Mesmo tendo seu reino florescido por muitos anos, ele Shaohao retornou ao oeste, deixando seu reino de pássaros para seu filho Chong. Com seu outro filho, Ru Shou, construiu sua casa na Montanha Changliu, onde poderia comandar o Paraíso Ocidental. Dessa união entre pai e filho, ficariam responsáveis diariamente pelo pôr-do-sol. Além disso, acredita-se que Shaohao foi o responsável pela introdução do alaúde de vinte e cinco cordas na China.